# Beestjes (single)
"Beestjes" is een single van Ronnie en de Ronnies uit 1967.
Het nummer is geschreven en geproduceerd door Peter Koelewijn. In het nummer zingt zanger Ronald Schutte over delirium tremens en dat hij 'allemaal beestjes' ziet. Het nummer was bedoeld om op de gevaren van alcoholmisbruik te wijzen. De single stond veertien weken in de Nederlandse Top 40 met als hoogste plek de dertiende positie. In de Parool Top 20 stond het vijf weken in de lijst en kwam het tot nummer twaalf.

## NPO Radio 2 Top 2000
Beestjes stond alleen in 2000 in de NPO Radio 2 Top 2000, op plek 981.